# Liwiec
Liwiec (hay Liw) là một con sông ở Ba Lan và là một nhánh của sông Bug.

## Hướng chảy
Dòng sông chảy ở vùng đồng bằng Nam Podlaskie Voivodeship và trung tâm Masovian Voivodeship. Nó dài 142 km và thoát nước 2763 km2 đầu nguồn.
Nguồn của nó nằm ở phía tây bắc của Międzyrzec Podlaski gần Siedlce và đi qua Wyszków, Liw, Węgrów và Stara Wieś.
Cửa sông thấp hơn và hợp lưu với sông Bug nằm gần các thị trấn Wyszków và Kamieńchot.
Nó có một khu vực bảo vệ đặc biệt Natura 2000 EU.

## Hình ảnh

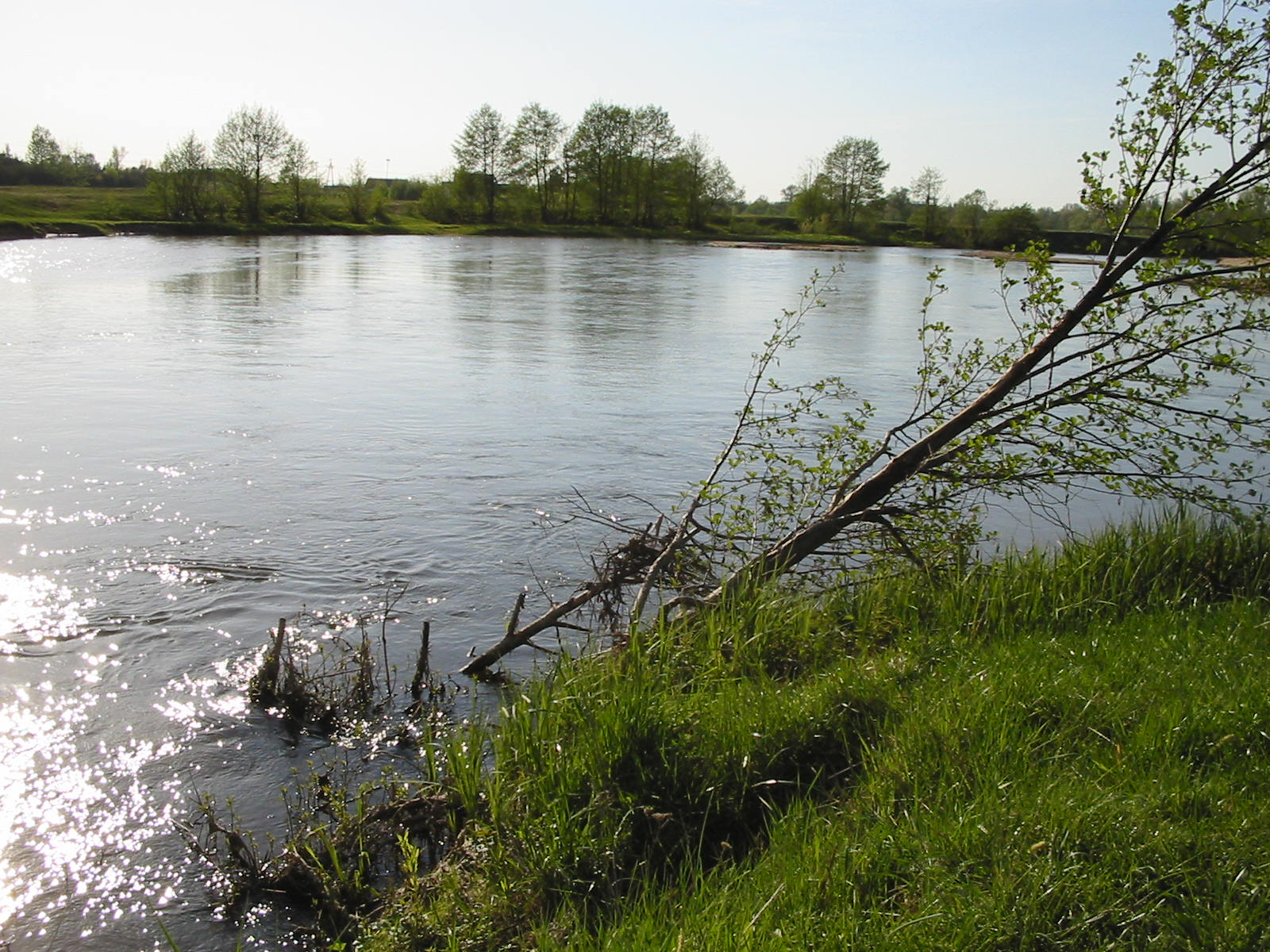
Liwiec − sông Liw.
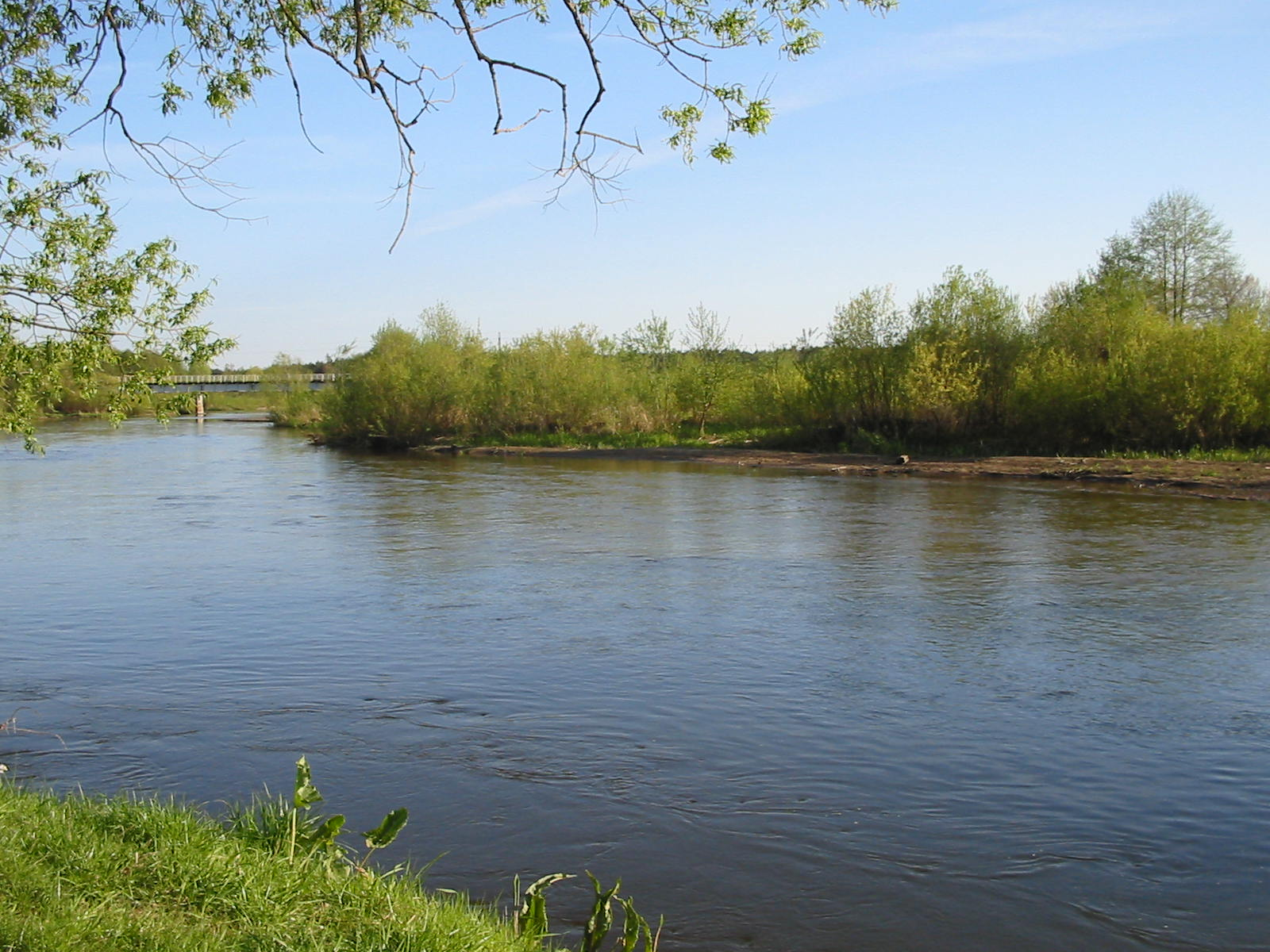
Liwiec gần Kamieńchot.
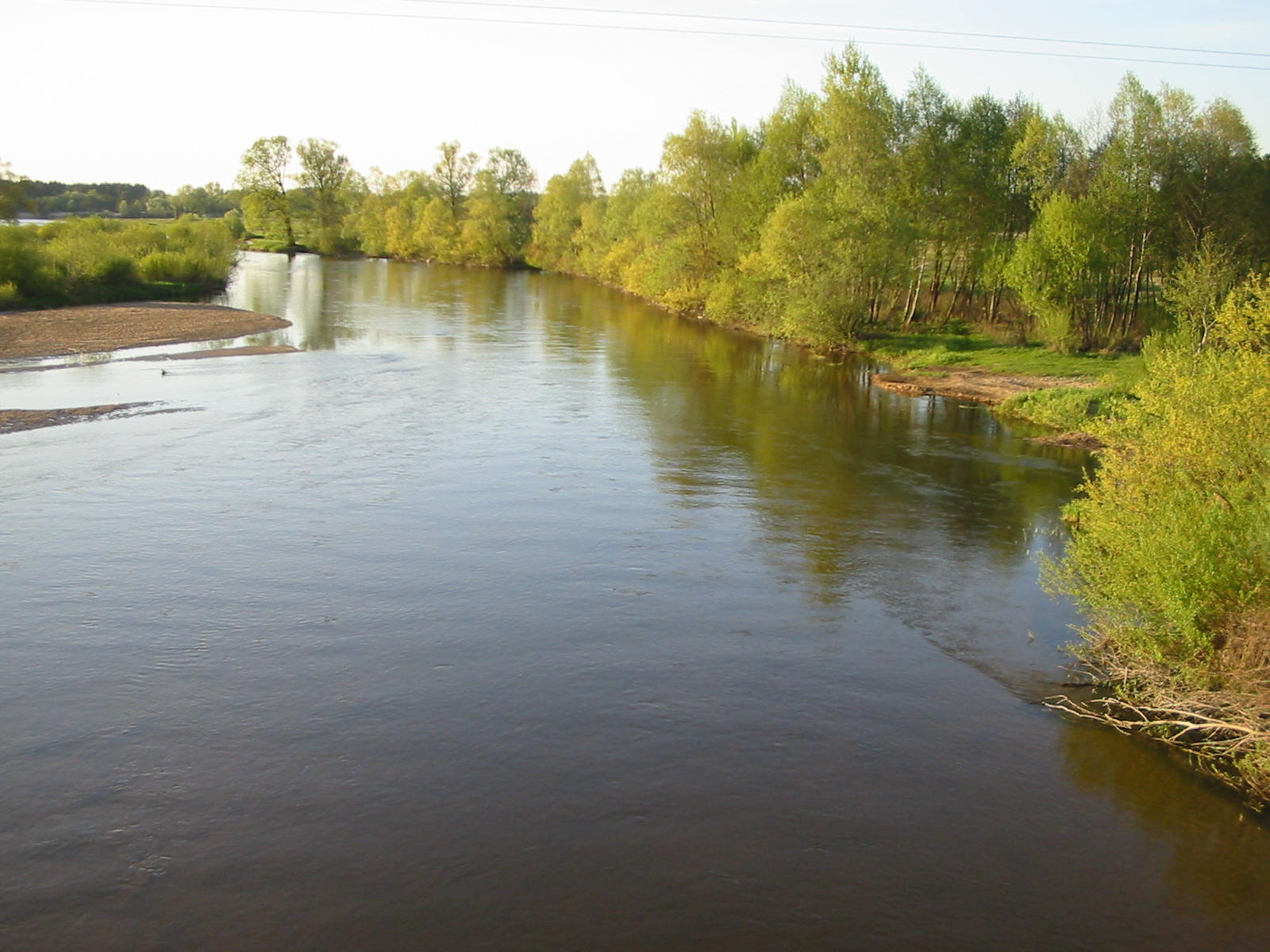
Liwiec gần cửa sông.